# Erik Åkerlund
För andra betydelser, se Erik Åkerlund (olika betydelser).

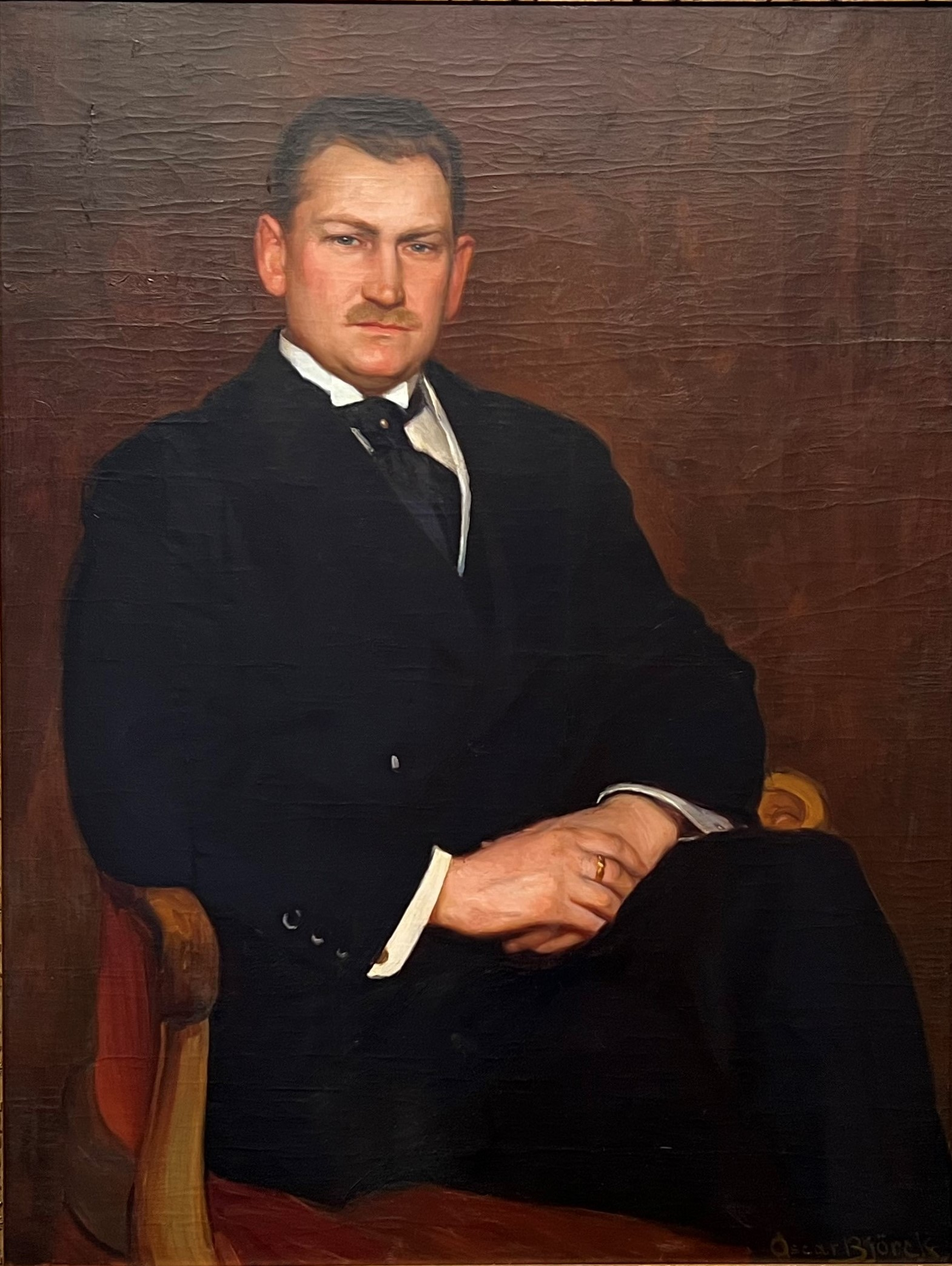
Erik Åkerlund porträtterad av konstnären Oscar Björck, 1917.

Erik Natanael Åkerlund, född 9 augusti 1877 i Ockelbo, död 7 oktober 1940 på Dalarö, var en svensk entreprenör och förläggare.

## Karriär
Tillsammans med Johan Petter Åhlén grundade Erik Åkerlund 1906 Åhlén och Åkerlunds Tidsskriftsförlag (senare benämnt Bonniers Tidskrifter). År 1929 såldes förlaget till familjen Bonnier och samma år grundade han tillsammans med Ruben Rausing förpackningsföretaget AB Åkerlund & Rausing. Åkerlund var under 1930-talet även ägare till Aftonbladet och Stockholms-Tidningen. Han blev 1933 österrikisk generalkonsul.

## Bostäder
År 1921 lät Erik Åkerlund uppföra sommarbostaden Lyngsåsa i Dalarö. Efter försäljningen av Åhlén och Åkerlund 1929 till Dalarö-grannarna Bonnier lät han bygga den påkostade Villa Åkerlund i den då nya stadsdelen Diplomatstaden i Stockholm. År 1935 hade dock Lyngsåsa vinterbonats, och villan i Diplomatstaden disponerades därefter istället av den amerikanske ministern Laurence Steinhardt.

## Fritidsintressen
Erik Åkerlund var mycket idrottsintresserad och aktiv inom bland annat curling, squash och segling. Erik Åkerlunds båt S/Y Bissbi vann OS-guld i segling i 6 m-klassen i Los Angeles 1932 med sonen Olle Åkerlund som medlem i besättningen.
Han gjorde sig känd för att äga många dyrbara bilar och fritidsbåtar. Han köpte racerbåten M/Y Sea-Song III, ritad av Ruben Östlund och 1927 en av Sveriges största motoryachter, M/Y Stella Marina, som ritades av C.G. Pettersson och byggdes på Gustafsson & Anderssons varv i Lidingö. Han köpte 1930 också den 22 meter långa segelyachten Princess Svanevit, som ritades av Gustaf Estlander.

## Familj
Erik Åkerlund var son till Per-Olof Åkerlund och Emma Charlotta Gabriella Garfwé. Han var gift med Maja Sjöberg 1906–1934 samt med Ulla Clausen från 1934. Ett av barnen i första äktenskapet var seglaren Olle Åkerlund.

## Grav
Erik Åkerlund är gravsatt på Norra begravningsplatsen i Stockholm 

## Bildgalleri

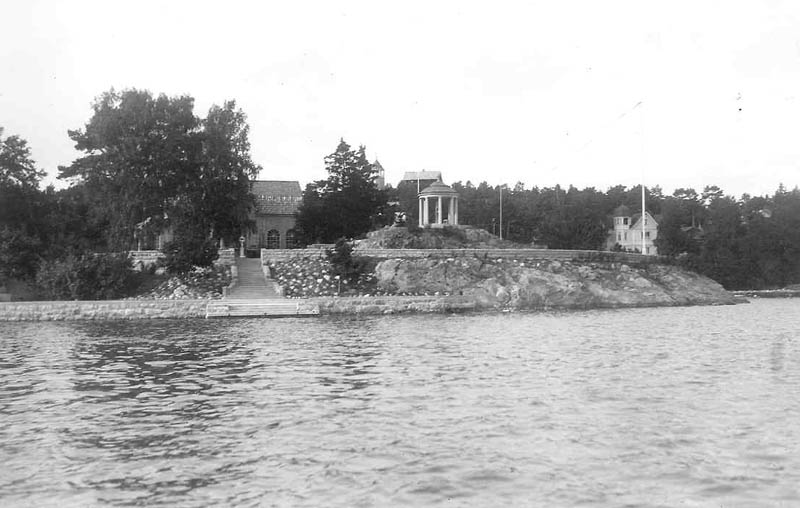
Lyngsåsa i Dalarö, 1924
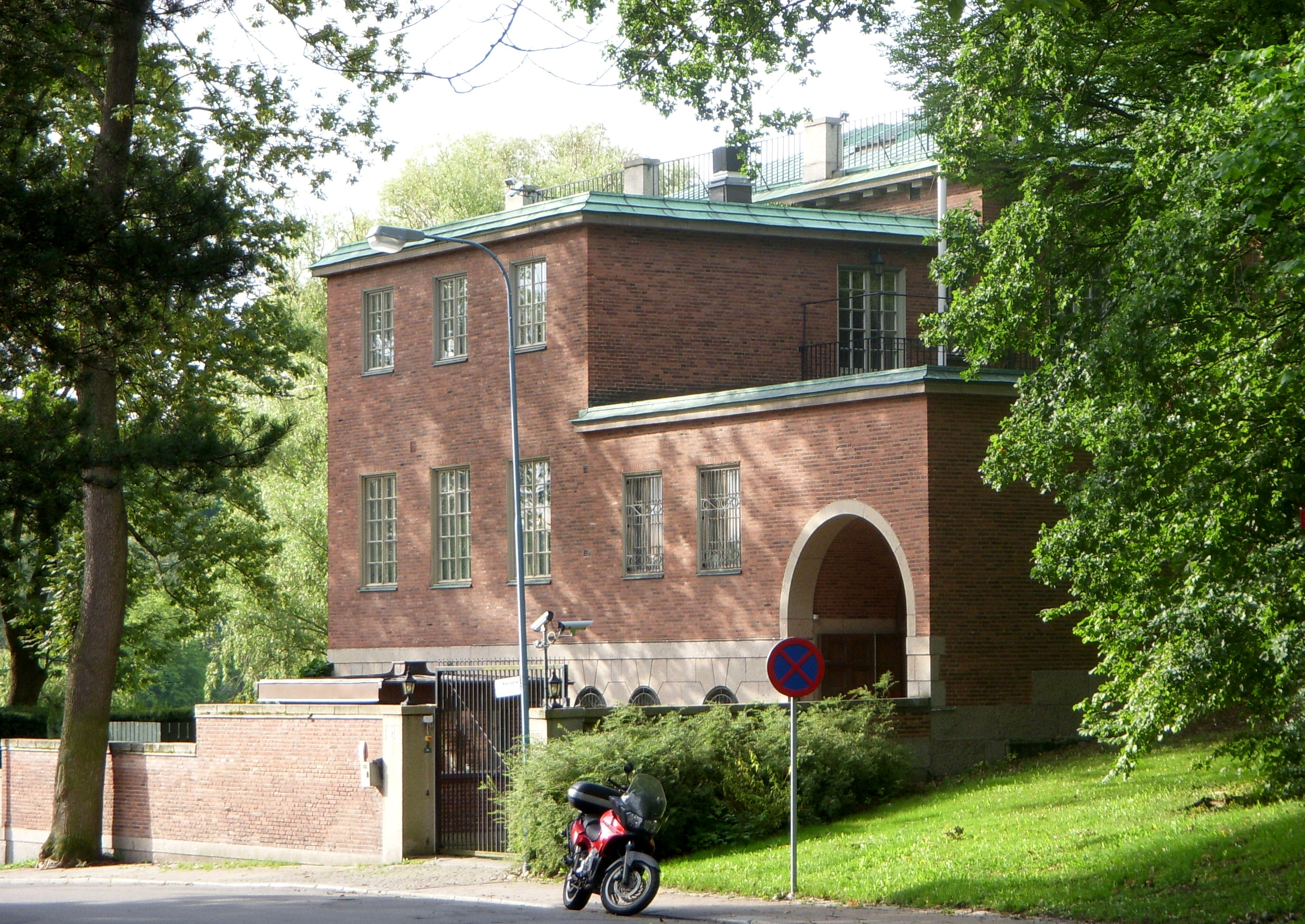
Villa Åkerlund
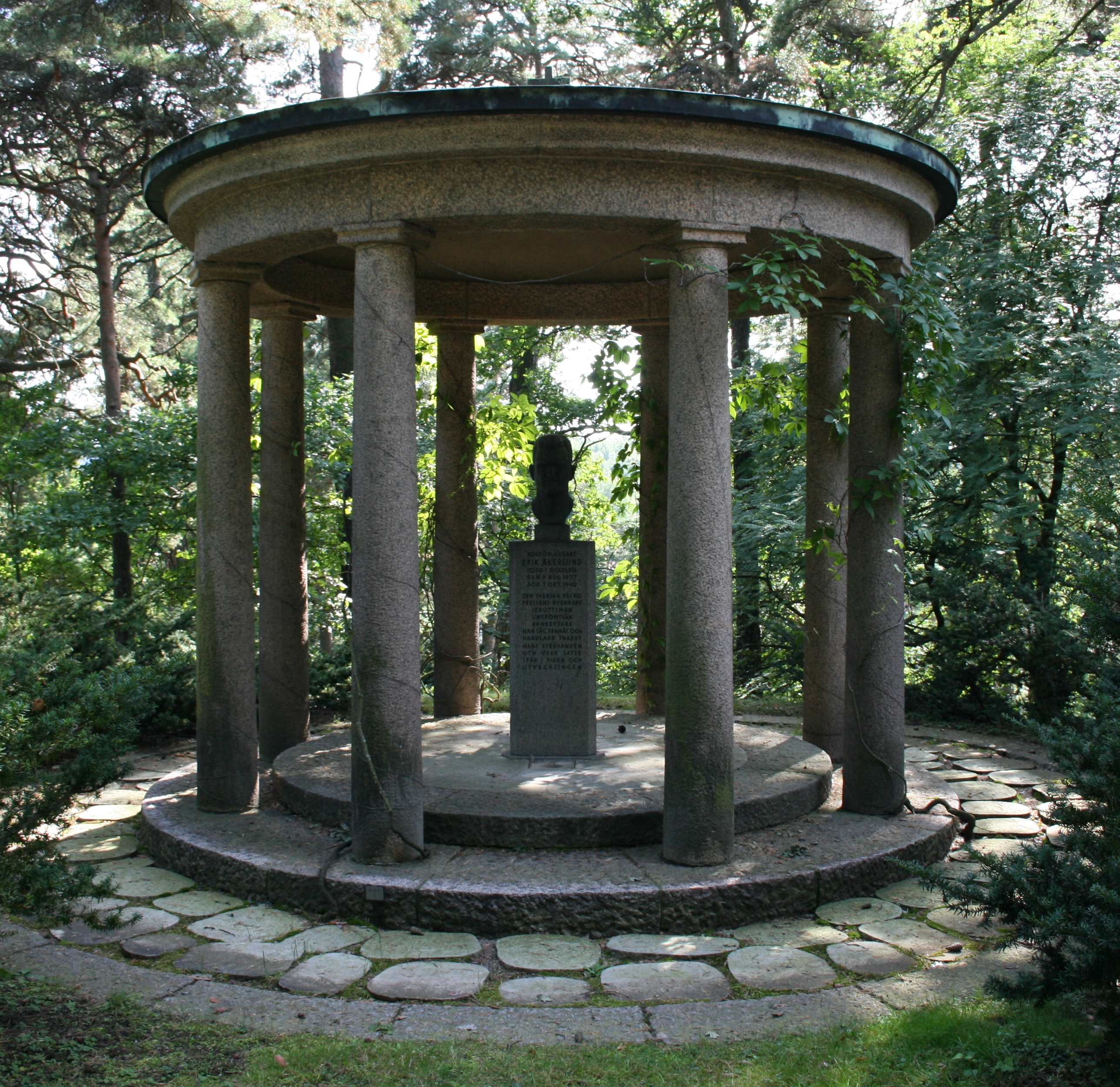
Åkerlunds grav på Norra begravningsplatsen